# تيدي نيوتن
تيدي نيوتن (بالإنجليزية: Teddy Newton)‏ (و. 1964  م) هو كاتب سيناريو، ومصمم، ومؤدي أصوات، ورسام رسوم متحركة أمريكي.

## التعليم
تعلم في معهد كاليفورنيا للفنون.

## وصلات خارجية
- تيدي نيوتن على موقع IMDb (الإنجليزية)
- تيدي نيوتن على موقع ألو سيني (الفرنسية)
- تيدي نيوتن على موقع أول موفي (الإنجليزية)
- تيدي نيوتن على موقع قاعدة بيانات الأفلام السويدية (السويدية)
- تيدي نيوتن على موقع قاعدة بيانات الفيلم (الإنجليزية)
- تيدي نيوتن على موقع كينوبويسك (الروسية)